# 유시춘
유시춘(柳時春, 1951년 5월 12일 ~ )은 대한민국의 소설가이다. 유시민의 누나이다. 2018년 문재인 정부에서 EBS 이사장으로 임명되었다.

## 경력
- 1987년 : 민주쟁취국민운동본부 상임집행위원
- 1994년 : 민족문학작가회의 상임이사
- 1999년 : 국민정치연구회 정책연구실 실장
- 2000년 : 새천년민주당 당무위원
- 2001년 : 국가인권위원회 상임위원
- 2007년 : 한국문화정책연구소 이사장
- 2018년 9월 ~ : EBS 이사장[3]

## 가족
서애 류성룡의 13대손이다. 오빠 3명, 남동생 1명, 여동생 1명 등 6남매 중 넷째이다. 남동생은 정치인 유시민이고, 여동생은 번역가 유시주이다. 

## 논란
유시춘의 아들인 신모(38)씨가 2018년 10월 대법원에서 마약류 관리에 관한 법률 위반으로 징역 3년 형을 선고 받았다. 유시춘의 아들은 유시춘이 EBS 이사 후보로 추천되기 직전 법정구속됐지만 방송통신위원회와 EBS는 해당 사실을 추천 과정에서 검증하지 못했다고 해명해 부실검증 논란에 휩싸였다. 
또한 대법원 판결 전까지는 아들의 무죄를 주장하며 사법부를 비판했던 것과 범죄행위에 대해 경험으로 친다는 발언으로 논란이 되었다.

## 상훈
- 1973년: 세대 신인문학상

## 가족 관계
- 아버지 : 유태우
- 어머니 : 서동필 (1930년 ~ 2019년 5월 22일)
- 동생 : 유시민 (1959년 7월 28일 ~ )
- 동생 : 유시주 (1961년 ~ )
- 형제동생 : 유시훈, 유시정, 유시은